# قره‌خان‌لو
قره‌خان‌لو یک منطقهٔ مسکونی در ایران است که در دهستان ارشق مرکزی واقع شده‌است.